# Maya (album)
Pour les articles homonymes, voir Maya.
Albums de M.I.A.
Kala
(2007) Vicki Leekx
(2010)
Singles
1. Born Free
Sortie : 23 avril 2010
2. XXXO
Sortie : 11 mai 2010
3. Steppin Up
Sortie : 16 juin 2010
4. Teqkilla (en)
Sortie : 29 juin 2010
5. Tell Me Why
Sortie : 6 juillet 2010
6. It Takes a Muscle
Sortie : 20 décembre 2010
7. Internet Connection
Sortie : 11 janvier 2011

Maya (stylisé en /\/\ /\ Y /\) est le troisième album studio de l’artiste britannique d’origine sri-lankaise M.I.A.. Il est sorti le 12 juillet 2010 et distribué par sa propre maison de disques, N.E.E.T., ainsi que par XL et Interscope. Cet album est écrit et produit essentiellement par M.I.A., Blaqstarr et Rusko. Diplo, un associé de longue date, Switch et Sugu Arulpragasam, frère de la chanteuse, sont également crédités pour avoir travaillé sur cet opus, qui est principalement composé et enregistré dans son domicile à Los Angeles, aux États-Unis.
Les chansons de cet album ont pour thème la politique d’information et visent à évoquer ce que M.I.A. qualifie de vacarme numérique. C’est la première fois que des éléments de musique industrielle sont incorporés dans une de ses œuvres. Une édition deluxe, incluant quatre morceaux supplémentaires, est sortie simultanément. La critique professionnelle s’est montrée généralement positive à l’égard de l’album, bien que divisée, notamment à cause de son style musical et de son contenu lyrique qui ont entraînés à la fois des éloges et de vives critiques. Lors de sa première semaine d’exploitation, l’album fait son entrée à la vingt-et-unième position des hit-parades britanniques, devenant ainsi son opus le mieux classé au Royaume-Uni, tout comme aux États-Unis, où il réussit à atteindre la neuvième place du classement Billboard 200, ainsi qu’en Finlande, en Norvège, en Grèce et au Canada, où il atteint le top dix.
M.I.A. organise la promotion de l’album en dévoilant une série de chansons en ligne, dont XXXO, It Takes a Muscle et Born Free, qui est accompagné par un clip musical réalisé sous la forme d’un court métrage. Ce vidéoclip a suscité une polémique en raison de son imagerie graphique. Au cours de sa promotion, elle est impliquée dans un différend avec Lynn Hirschberg du New York Times. En outre, elle a fait des apparitions dans un certain nombre de festivals musicaux outre-Atlantique et en Europe.

## Musique et paroles

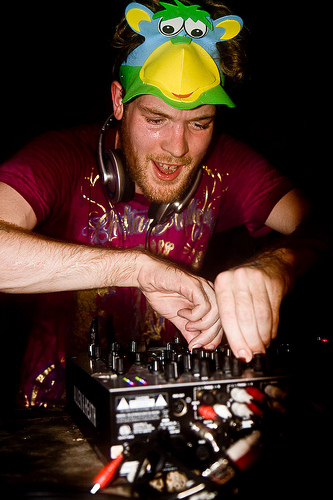
Le producteur Britannique Rusko a été l'un des collaborateurs de M.I.A. sur l'album.

## Commercialisation et pochette
L'album devait initialement sortir le 29 juin 2010, mais au mois de mai le label de M.I.A. annonce une nouvelle date de sortie pour le 13 juillet . Vers la fin du mois d'avril, elle poste une photo sur twitpic de la liste des chansons de son nouvel album. Deux semaines plus tard, un blog sur le site officiel de sa maison de disque a révélé que l'album s'intitulera /\/\/\Y/\, en signes de ponctuation pour l'orthographe de Maya qui est le prénom de M.I.A. Le titre fait suite à ses précédents albums baptisés à partir des prénoms de son père (Arular en 2005) et de sa mère (Kala en 2007) . Certaines critiques ont utilisé le titre stylisé tandis que d'autres ne l'ont pas fait. La page officielle Myspace de M.I.A. utilise les deux titres . L'album est sorti en formats physiques et numériques classiques ainsi qu'en tant qu'un iTunes LP .
La pochette de l'album montre le visage de la chanteuse presque entièrement caché par des barres de lecture YouTube . Kyle Anderson de MTV décrit la couverture, qui a été dévoilée en juin 2010, comme « une œuvre-d'art typiquement animée, psychédélique et déroutante » et suggère qu'elle pourrait être « une déclaration sur la vie privée au XXIe siècle » . La direction artistique additionnelle pour l'album a été assurée par Aaron Parsons. M.I.A. a même utilisé le répertoire tamoule de sa mère pour trouver un photographe de mariage afin de fournir des images pour l'album. Les photographes pour l'album étaient Ravi Thiagaraja, M.I.A. et Jamie Martinez. Des éléments de la pochette avaient déjà été utilisés dans une série d'images d'affichage, toutes conçues par des musiciens, qui ont été projetées sur des sites d'intérêt à Londres à partir d'un projet de guérilla appelé BillBored pendant les Élections générales britanniques de 2010 ,. L'édition deluxe de l'album montre une sorte de coffret lenticulaire . Le magazine musical Prefix classe la pochette comme l'une des dix pires couvertures d'albums de l'année 2010, l'assimilant à un « dessin d'enfant à son premier essai à l'ordinateur » .
Interrogée sur la difficulté de trouver le titre de l'album sur des moteurs de recherche tels que Google, elle souligne qu'elle a choisi d'utiliser des barres obliques et des barres obliques vers l'arrière en raison de leur facilité à être dactylographiées et parce qu'elle aimait la façon dont le titre de l'album ressortait sur les lecteurs de musique tels que celui d'iTunes . Elle a également suggéré qu'il s'agissait d'une tentative délibérée pour éviter toute détection par les moteurs de recherche sur Internet . Sian Rowe de The Guardian commenta que le choix intentionnel de M.I.A. de « rétrécir l'écart à partir d'un large public » par l'utilisation de la difficulté et de symboles incompréhensibles faisait partie d'une scène de plus en plus underground pour peut-être essayer de créer un « fossé entre les générations », où seules « les plus jeunes et les plus enthousiastes » pourraient rechercher de tels noms de groupes rien qu'en lisant les bonnes sources en ligne.

## Critique
Le magazine Spin a attribué à /\/\/\Y/\ la note de 9 sur 10, en se basant principalement sur le morceau Lovalot, décrit comme étant « son gambit le plus risqué jusqu'ici ». La même note a été donnée par le magazine Clash.

## Liste des pistes
| Édition régulière | Édition régulière | Édition régulière                                                               | Édition régulière              | Édition régulière | Édition régulière | Édition régulière | Édition régulière | Édition régulière | Édition régulière |
| No                | Titre             | Auteur                                                                          | Producteur(s)                  | Durée             |                   |                   |                   |                   |                   |
| ----------------- | ----------------- | ------------------------------------------------------------------------------- | ------------------------------ | ----------------- | ----------------- | ----------------- | ----------------- | ----------------- | ----------------- |
| 1.                | The Message       | Sugu Arulpragasam • Steve Loveridge                                             | S. Arulpragasam                | 0:57              |                   |                   |                   |                   |                   |
| 2.                | Steppin Up        | Maya Arulpragasam • Christopher Mercer • Dave Taylor                            | Rusko                          | 4:01              |                   |                   |                   |                   |                   |
| 3.                | XXXO              | M. Arulpragasam • Charles Smith • Cherry Byron-Withers                          | Blaqstarr • Rusko              | 2:54              |                   |                   |                   |                   |                   |
| 4.                | Teqkilla          | M. Arulpragasam • Mercer Taylor • John Hill • Byron-Withers                     | Rusko • M.I.A. • Switch • Hill | 6:20              |                   |                   |                   |                   |                   |
| 5.                | Lovalot           | M. Arulpragasam • Taylor • Hill • Opal Josephs • Sheldon Pennicot • Sekou Davis | M.I.A. • Switch • Hill         | 2:50              |                   |                   |                   |                   |                   |
| 6.                | Story to Be Told  | M. Arulpragasam • Mercer • Taylor                                               | Rusko • M.I.A.                 | 3:32              |                   |                   |                   |                   |                   |
| 7.                | It Takes a Muscle | Michael Mulders • Henri Overduin                                                | Diplo                          | 3:00              |                   |                   |                   |                   |                   |
| 8.                | It Iz What It Iz  | M. Arulpragasam • Smith                                                         | Blaqstarr                      | 3:29              |                   |                   |                   |                   |                   |
| 9.                | Born Free         | M. Arulpragasam • Taylor • Martin Rev • Alan Vega                               | Switch • M.I.A.                | 4:07              |                   |                   |                   |                   |                   |
| 10.               | Meds and Feds     | M. Arulpragasam • Derek E. Miller                                               | M.I.A. • Miller                | 3:09              |                   |                   |                   |                   |                   |
| 11.               | Tell Me Why       | M. Arulpragasam • Wesley Pentz                                                  | Diplo                          | 4:11              |                   |                   |                   |                   |                   |
| 12.               | Space             | M. Arulpragasam • Mercer                                                        | Rusko • M.I.A.                 | 3:08              |                   |                   |                   |                   |                   |
| 41:39             |                   |                                                                                 |                                |                   |                   |                   |                   |                   |                   |

Toutes les chansons sont écrites et composées par Maya Arulpragasam et Charles Smith.
| Édition deluxe et japonaise | Édition deluxe et japonaise | Édition deluxe et japonaise | Édition deluxe et japonaise | Édition deluxe et japonaise | Édition deluxe et japonaise | Édition deluxe et japonaise | Édition deluxe et japonaise | Édition deluxe et japonaise | Édition deluxe et japonaise |
| No                          | Titre                       | Auteur                      | Producteur(s)               | Durée                       |                             |                             |                             |                             |                             |
| --------------------------- | --------------------------- | --------------------------- | --------------------------- | --------------------------- | --------------------------- | --------------------------- | --------------------------- | --------------------------- | --------------------------- |
| 13.                         | Internet Connection         | M. Arulpragasam • Smith     | M.I.A. • Blaqstarr          | 2:49                        |                             |                             |                             |                             |                             |
| 14.                         | Illygirl                    | M. Arulpragasam • Smith     | M.I.A. • Blaqstarr          | 2:12                        |                             |                             |                             |                             |                             |
| 15.                         | Believer                    | M. Arulpragasam • Smith     | M.I.A. • Switch             | 3:11                        |                             |                             |                             |                             |                             |
| 16.                         | Caps Lock                   | M. Arulpragasam • Smith     | Blaqstarr                   | 3:58                        |                             |                             |                             |                             |                             |
| 52:69                       |                             |                             |                             |                             |                             |                             |                             |                             |                             |

## Singles
- Born Free
- XXXO
- Steppin Up
- Teqkilla
- Tell Me Why
- It Takes a Muscle
- Internet Connection